# Oskar Erickson
Oskar Erickson, Erickson i Bjersby, född 10 december 1847 i Hults församling, Jönköpings län, död där 14 februari 1931, var en svensk domänintendent, hemmansägare och riksdagspolitiker.
Erickson var son till lantbrukaren och riksdagspolitikern Johan Eriksson och bosatt i Bjärsby i Hults församling. Han var ledamot av riksdagens andra kammare 1885-1901, invald i Norra och Södra Vedbo häraders valkrets, totalt var han riksdagsman under 17 riksdagar. Han tillhörde lantmannapartiet. Han var 1895 med om att grunda Sveriges agrarförbund som var en intresseorganisationen för Sveriges lantbrukare.